# Paraboea brunnescens
Paraboea brunnescens är en tvåhjärtbladig växtart som beskrevs av Brian Laurence Burtt. Paraboea brunnescens ingår i släktet Paraboea och familjen Gesneriaceae. Inga underarter finns listade i Catalogue of Life.